# Kökssoffa

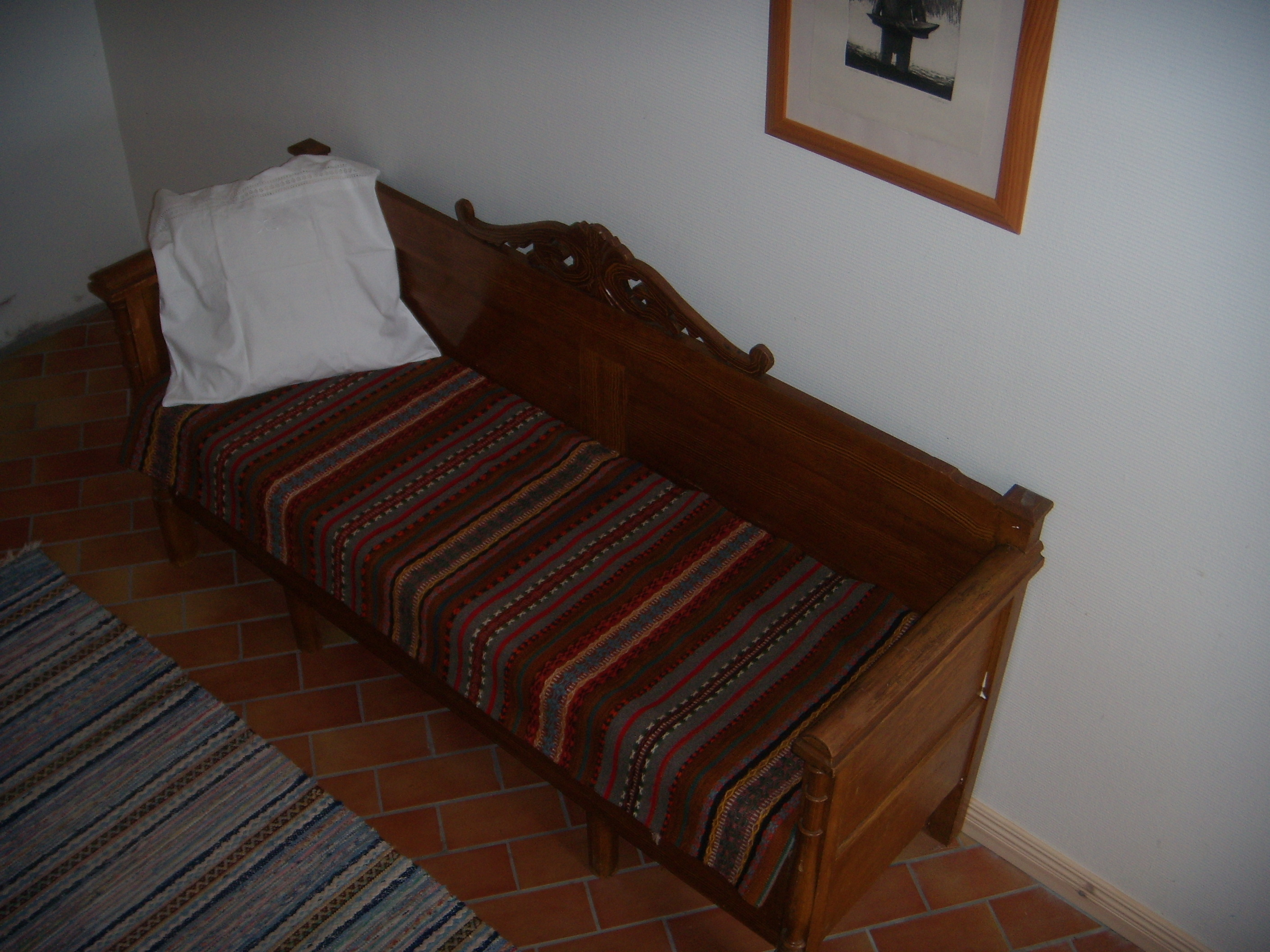
Kökssoffa

En kökssoffa är en soffmöbel för kök som fungerar som en bäddsoffa så att den med handkraft kan göras om till säng. Inuti kökssoffan finns ofta ett förvaringsutrymme. Kökssoffor har till skillnad mot många andra soffor inte stoppat ryggstöd eller armstöd. Ibland saknar kökssoffan även stoppad sits och då kan tunna separata soffdynor användas för att den ska bli bekvämare att sitta i.
Många gånger, framför allt tidigare, har kökssoffor använts som säng av inneboende kvinnlig hushållspersonal, till exempel pigor, barnflickor och hembiträden, i de fall arbetsgivaren inte tilldelat dem ett eget rum. I förvaringsutrymmet har de kunnat placera olika saker, till exempel arbetskläder eller uniform.
Att ligga på sofflocket och att vara soffliggare är två varianter på ett uttryck för att vara lat i allmänhet och i synnerhet när det gäller att rösta i allmänna val och folkomröstningar. Den svenska seriefiguren Kronblom är särskilt känd för att ligga på sofflocket.

### Fotnoter
1. ↑  Dicte Helmersson (3 september 2002). ”Förstagångsväljare 2002:Engagerade och trendkänsliga”. Nationalencyklopedin. http://www.ne.se/rep/f%C3%B6rstag%C3%A5ngsv%C3%A4ljare-2002-engagerade-och-trendk%C3%A4nsliga. Läst 25 augusti 2012.